# Xysticus ibex dalmasi
Xysticus ibex là một phân loài nhện trong họ Thomisidae.
Loài này thuộc chi Xysticus. Xysticus ibex dalmasi được Eugène Simon miêu tả năm 1932.